# 1909 en France
Chronologie de la France
- 1905
- 1906
- 1907
- 1908
- 1909
- 1910
- 1911
- 1912
- 1913

Cette page concerne l'année 1909 du calendrier grégorien.

## Événements
- 9 janvier : une colonne française dirigée par le colonel Gouraud entre à Atar pour réprimer le soulèvement autonomiste du « sultan » Ma al-Ainin en Mauritanie, qui est tué le 28 octobre 1910 à Tiznit[1].
- 10 janvier-7 mai : grève des ouvriers délaineurs de Mazamet, menée par Victor Griffuelhes[2]. Ils obtiennent la signature de conventions collectives[3].

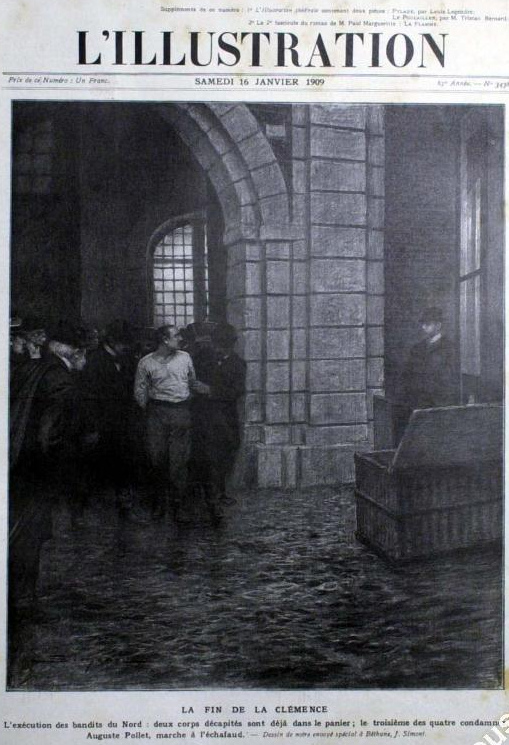
Exécution des bandits de Hazebrouck à Béthune. L’Illustration, n ° 3438 du 16 janvier 1909.

- 11 janvier : exécution à Béthune de quatre membres de la bande Pollet ; leur exécution est filmée par Pathé mais la diffusion des images est censurée[4].

- 2 février : Victor Griffuelhes, secrétaire général de la CGT, démissionne, alors que le syndicat est en crise[5]. Réformistes et révolutionnaires s'opposent. Il est remplacé le 24 février par Louis Niel, puis après sa démission le 28 mai par Léon Jouhaux le 12 juillet, qui reste à ce poste jusqu'en décembre 1947[6].
- 2-5 février : congrès international des éditeurs de film au siège de la Société française de photographie présidé par Georges Méliès en présence de Charles Pathé, de George Eastman et des principales compagnies étrangères installées en France[7].
- 9 février : accord franco-allemand sur le Maroc[8]. La France garantit à l’Allemagne un accès commercial et industriel au Maroc. L’Allemagne reconnaît les intérêts politiques de la France dans le pays.
- 12 février : la Chambre des députés vote à 450 voix contre 6 l'« amnistie pleine et entière pour faits de grèves et faits connexes relatifs à la grève de Vigneux et aux événements de Draveil-Vigneux et Villeneuve-Saint-Georges du 2 mai 1908 au 14 janvier 1909 »[9].
- 20 février : le manifeste du futurisme de Marinetti est publié dans le Figaro[10].

- 9 mars : le projet d'impôt sur le revenu présenté par Joseph Caillaux est adopté par la Chambre des députés après deux ans de débat. Il se heurte à l'hostilité du sénat jusqu'en 1914[11].

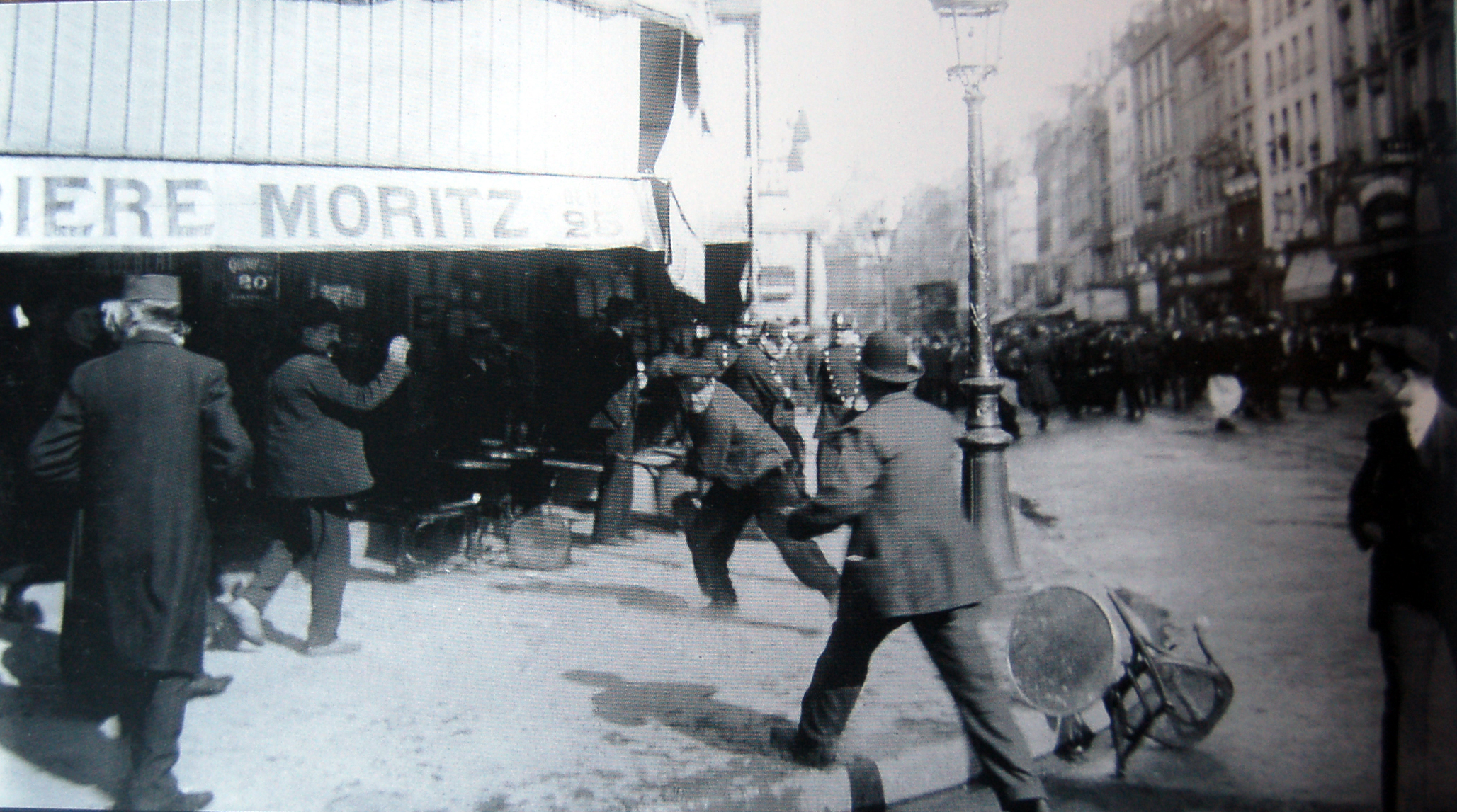
Grève des Postes en 1909.

- 13-23 mars : première grève générale dans l’administration publique ; les agents des PTT, postiers et télégraphistes, exigent une nouvelle réglementation de la profession et la démission de leur ministre de tutelle. Fait marquant, des dames employées au télégraphe et au téléphone participent dès le 16 mars à la grève qui se prolonge plusieurs jours[12].
- 19 mars : refus du droit de grève aux fonctionnaires, réaffirmé à la Chambre des députés par 341 voix contre 237 et par le ministre des PTT Louis Barthou[13].
- 25 mars-2 mai : salon des indépendants à Paris[14].

- 18 avril : béatification de Jeanne d'Arc par le pape Pie X[15].

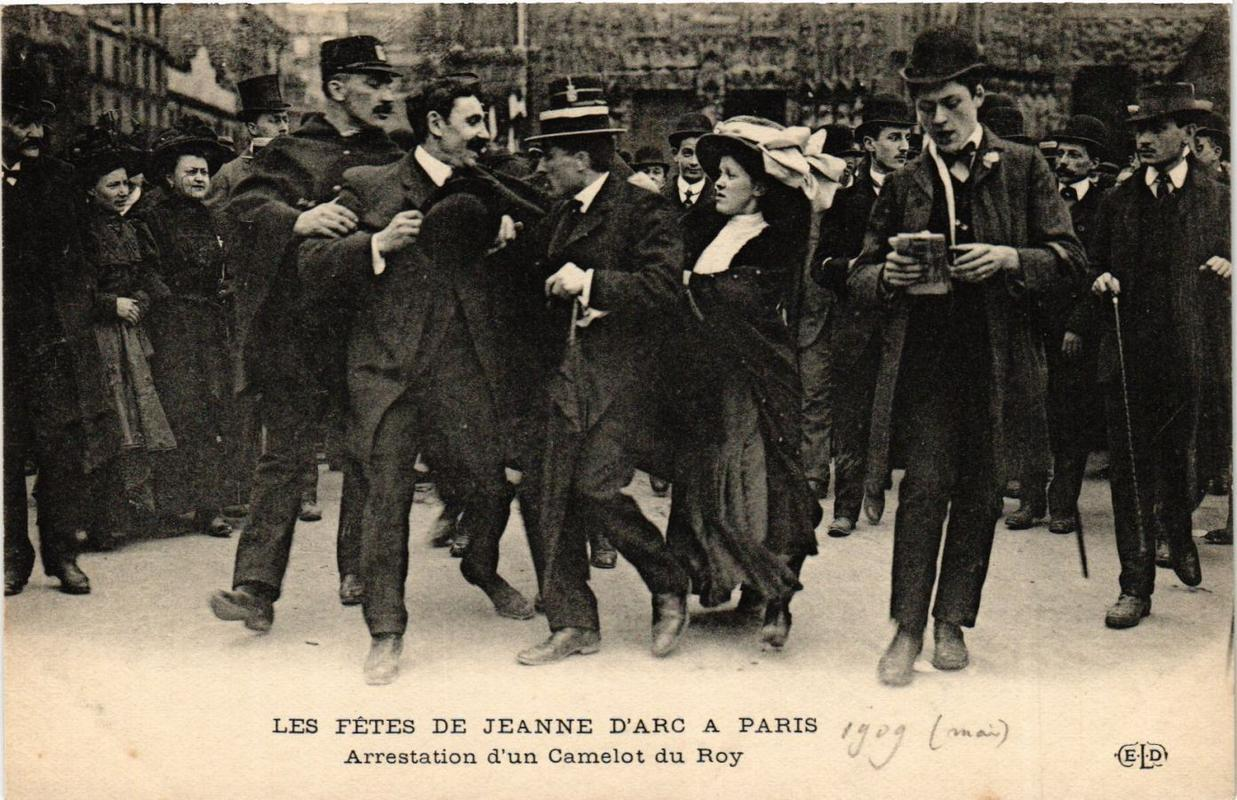
Fêtes de Jeanne d'Arc à Paris en 1909, arrestation d'un camelot du roi. Carte postale.

- 1er mai-31 octobre : l'Exposition internationale de l'Est de la France qui se tient à Nancy reçoit plus de deux millions de visiteurs[16].
- 12-21 mai : seconde grève aux PTT. Un mot d'ordre de grève générale lancé par la GGT le 18 mai échoue. Des sanctions nombreuses frappent les grévistes (805 révoqués)[12]. Le syndicalisme postier s'enracine pourtant.
- 18 mai : première représentation des Ballets russes à Paris, au théâtre du Châtelet (Le Pavillon d'Armide)[17].
- 31 mai : l’administrateur d’Arboussier est surpris et attaqué par les Dogons dans les gorges de Pelinga lors d’une tournée au nord-est de Bandiagara[18].

- 1er juin : combat de Djohamé. Le 2 juin les Français entrent à Abéché (Tchad) pour rétablir l’ordre[19]. Le royaume du Ouaddaï est placé sous leur protectorat.
- 11 juin : tremblement de terre le plus meurtrier qu'ait connu la France au XXe siècle (46 victimes) en Provence qui détruisit les villes de Salon-de-Provence, Vernègues, Lambesc, Saint-Cannat et Rognes, vers 21h. L'épicentre est situé sur la faille de Trévaresse[20].

- 6 juillet :
  - l’enlèvement d’un agent technique français, Voisin, par les troupes de Đề Thám, provoque une offensive française contre la révolte menée par ce dernier au Tonkin (fin en 1913)[21].
  - le magnat du diamant Wernher obtient de la Xe chambre du tribunal correctionnel de la Seine la condamnation pour extorsion de fonds de l'escroc Henri Lemoine[22],[23].

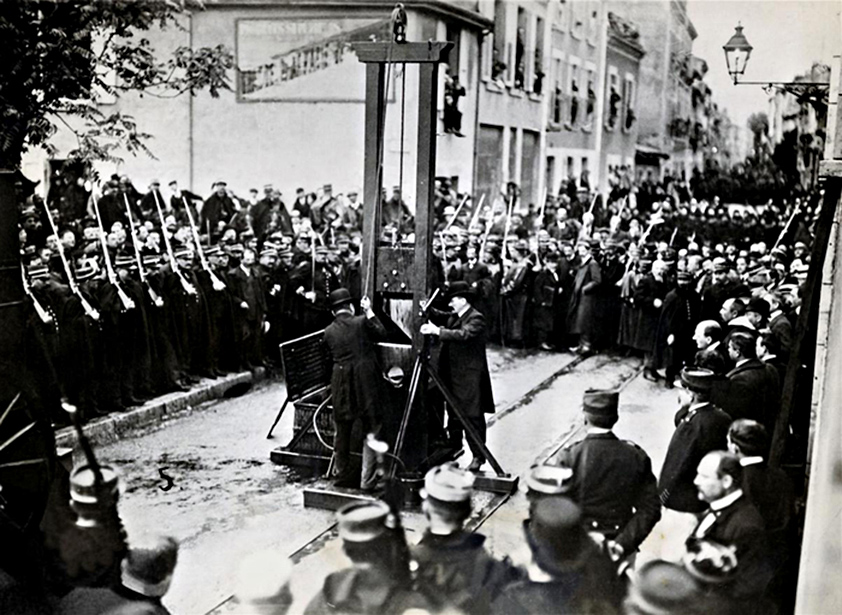
Exécution des chauffeurs de la Drôme.

- 10 juillet : les trois principaux chauffeurs de la Drôme sont condamnés à mort puis guillotinés en public le 22 septembre après que le Président Fallières ait refusé leurs grâces[24].
- 12 juillet :
  - Léon Jouhaux est élu secrétaire général de la CGT[25].
  - loi sur la constitution d'un bien de famille insaisissable[26].
- 20 juillet : mis en minorité à la Chambre, Clemenceau démissionne[12].
- 24 juillet : Aristide Briand succède à Clemenceau à la tête du gouvernement[27].

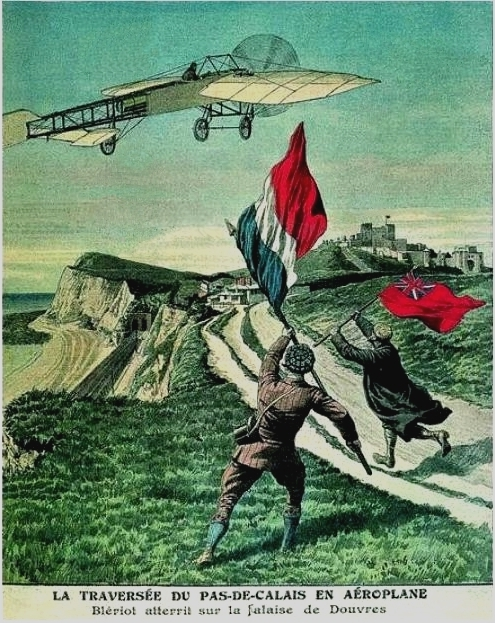
La traversée du Pas-de-Calais en aéroplane. Blériot atterrit sur la Falaise de Douvres.

- 25 juillet : première traversée de la Manche en avion entre Calais et Douvres par Louis Blériot[28].
- 27 juillet : L'Humanité titre « La fin d'une dictature » à la suite du départ de Clemenceau[29].
- 30 juillet : création par Eugène Schueller de la Société française de teintures inoffensives pour cheveux, à l'origine du groupe L'Oréal[30].
- 31 juillet : rencontre à Cherbourg de Nicolas II et du président de la république Fallières pour renforcer l'Alliance franco-russe et passer en revue l'escadre française[31].

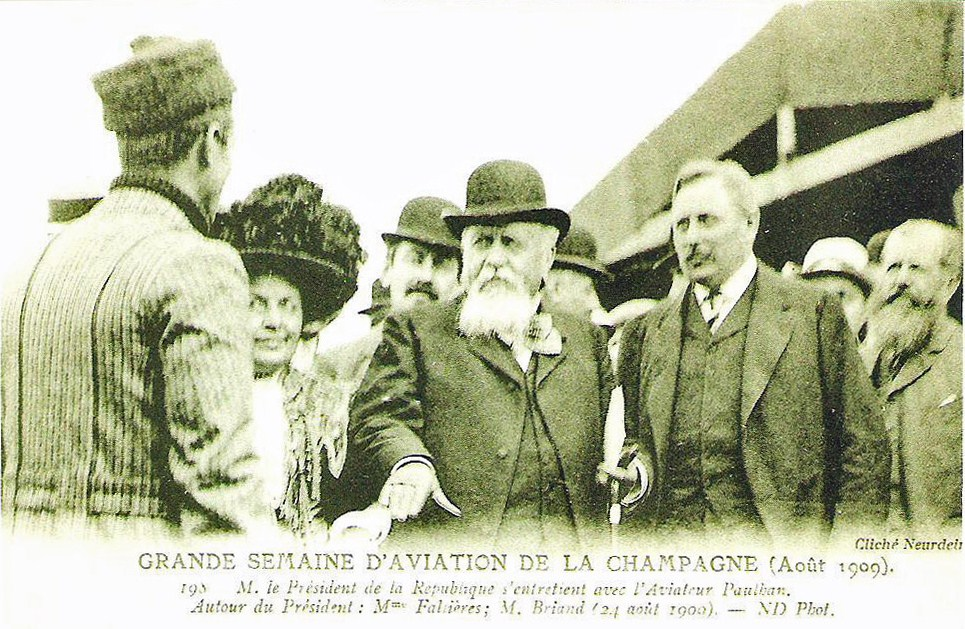
Armand Fallières, Aristide Briand et Louis Paulhan lors de la Grande Semaine d'aviation de la Champagne.

- 22-29 août : grande semaine de l'aviation à Bétheny, premier meeting aérien organisé en France[32].

- 7 septembre : Eugène Lefebvre est le premier aviateur à se tuer en vol en Europe aux commandes d'un biplan Wright sur le terrain de Port-Aviation[33].
- 25 septembre : à l’occasion des grandes manœuvres militaires d’automne, le dirigeable La République s’écrase  à Trévol (Allier), non loin de Moulins[34].

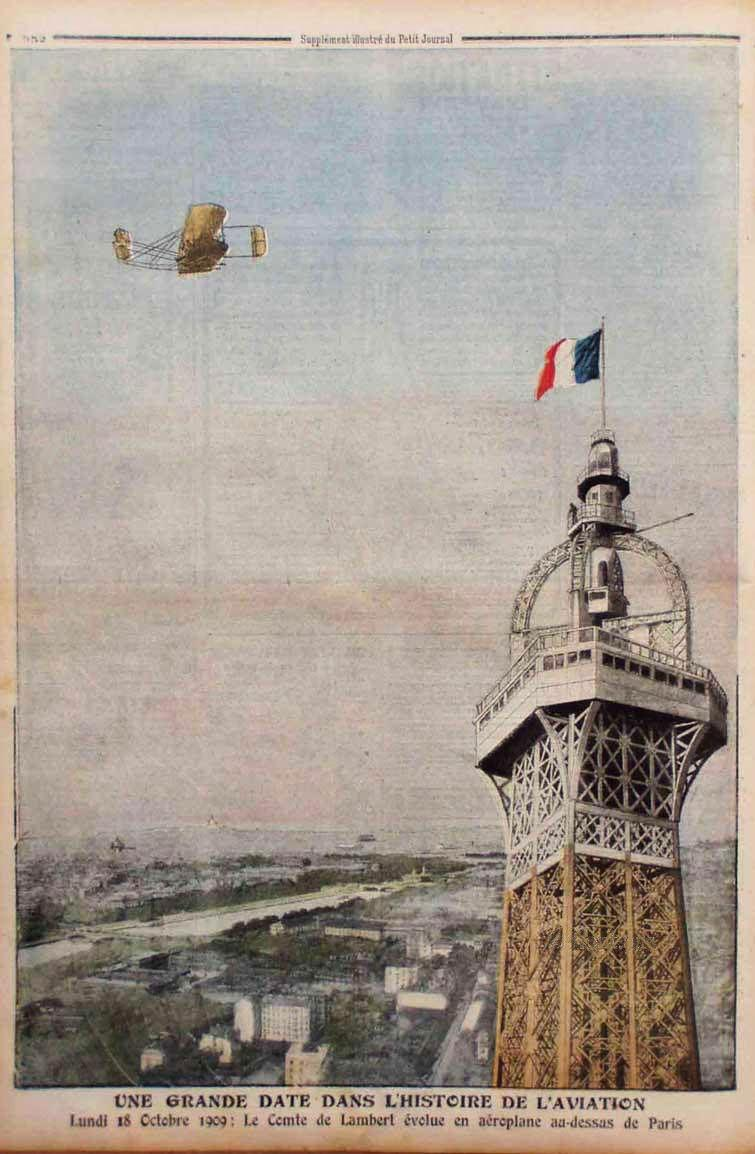
Le comte de Lambert survole Paris et la tour Eiffel pour la première fois à bord d'un avion Wright.

- 3-17 octobre : meeting aérien de Juvisy ou « Grande quinzaine de Paris » baptisée pour la circonstance Port-Aviation[35].
- 10 octobre : discours du président du conseil Aristide Briand à Périgueux. « Nous sommes à l'heure où ce pays se sent un grand besoin, un irrésistible besoin d'union, de concorde et de fraternité » [...] « nous voulons être un gouvernement de détente pour tous les citoyens »[36]. Il se prononce contre le scrutin d'arrondissement et pour la représentation proportionnelle afin de « faire passer, à travers toutes les petites mares stagnantes [...] un large courant purificateur ». Mais le 8 novembre, alors que la Chambre s’apprête à voter la proposition de loi Flandin sur la représentation proportionnelle, Briant obtient l'ajournement de la discussion en posant la question de confiance[37]

- 18 octobre : premier survol de Paris en avion par le comte de Lambert qui contourne la Tour Eiffel[38].

- 1er-4 décembre : violente tempête sur le quart nord-ouest du pays[39].
- 7 décembre : loi consacrant le caractère « alimentaire » du salaire[40]. Il doit être payé à intervalles réguliers et rapprochés, tous les quinze jours pour les ouvriers, tous les mois pour les employés.
- 15 décembre : Ettore Bugatti cesse sa collaboration avec Deutz AG ; à Noël, il installe son usine à Molsheim, dans le Bas-Rhin avec l'aide du banquier Augustin de Vizcaya[41]. Création de la société Bugatti, entreprise de construction d'automobiles.
- 16 décembre : découverte du corps mutilé d'une femme sur le bord de la voie ferrée près de Brunoy ; début de l'affaire du wagon sanglant[42].

## Naissances en 1909
- 26 novembre : Eugène Ionesco.

## Décès en 1909
- x